# Васка Рачева
Васка Йорданова Рачева е български политик, кмет на Септември от 2020 г.

## Биография
Васка Рачева е родена през 1978 г. в град Септември, Народна република България. Завършва висше образование, придобива бакалавърска степен със специалност „Бизнес администрация“ и магистърска степен по „Управление на проекти“.
От 1998 г. работи в семейния бизнес като оперативен търговски мениджър в сферата на строителството и търговията с горива.

### Политическа дейност
Тя се кандидатира за кмет на община Септември, след отстраняването от длъжността кмет на съпруга ѝ Марин Рачев през 2020 г. На частичните местни избори през 2020 г. е избрана от първи тур за кмет на община Септември, издигната като независим кандидат. На проведения първи тур тя е единствен кандидат за кмет, като получава 6032 гласа (или 99,90%).